# Кубок Йорданії з футболу 2015—2016
Кубок Йорданії з футболу 2015—2016 — 36-й розіграш кубкового футбольного турніру в Йорданії. Титул володаря кубка вперше здобув Аль-Аглі.

## Перший кваліфікаційний раунд
| Команда 1               | Рахунок      | Команда 2               |
| ----------------------- | ------------ | ----------------------- |
| 4 вересня 2015          |              |                         |
| Аль-Арабі (2)           | 0:0 пен. 5:4 | Іттіхад (Аль-Зарка) (2) |
| Аль-Таїбех (2)          | 1:1 пен. 4:5 | Аль-Ярмук (2)           |
| Аль-Туррах (2)          | 2:0          | Аль-Сальт (2)           |
| 5 вересня 2015          |              |                         |
| Іттіхад (Аль-Рамта) (2) | 0:1          | Акаба (2)               |
| Маншеят Бані Гасан (2)  | 0:1          | Блама (2)               |
| Аль-Шейх Гуссейн (2)    | 0:0 пен. 5:3 | Сахаб (2)               |

## Другий кваліфікаційний раунд
| Команда 1            | Рахунок      | Команда 2           |
| -------------------- | ------------ | ------------------- |
| 9 вересня 2015       |              |                     |
| Аль-Туррах (2)       | 1:0          | Аль-Ярмук (2)       |
| 10 вересня 2015      |              |                     |
| Аль-Шейх Гуссейн (2) | 1:0          | Сама Аль-Сархан (2) |
| Акаба (2)            | 1:1 пен. 4:5 | Аль-Арабі (2)       |
| 11 вересня 2015      |              |                     |
| Блама (2)            | 1:1 пен. 4:3 | Аль-Джаліл (2)      |

## 1/8 фіналу
| Команда 1       | Рахунок      | Команда 2            |
| --------------- | ------------ | -------------------- |
| 25 вересня 2015 |              |                      |
| Аль-Асалах      | 1:2          | Аль-Джазіра          |
| Аль-Гуссейн     | 0:0 пен. 3:2 | Аль-Букаа            |
| Аль-Аглі        | 1:0          | Аль-Вахдат           |
| 26 вересня 2015 |              |                      |
| Шабаб Аль-Ордон | 5:0          | Блама (2)            |
| Аль-Туррах (2)  | 3:3 пен. 5:3 | Аль-Рамта            |
| Аль-Файсалі     | 2:1          | Аль-Сареех           |
| 27 вересня 2015 |              |                      |
| Аль-Арабі (2)   | 0:1          | Тат Рас              |
| 28 вересня 2015 |              |                      |
| Куфрсум         | 2:0          | Аль-Шейх Гуссейн (2) |

## 1/4 фіналу
| Команда 1                  | Заг. | Команда 2       | 1-й матч | 2-й матч |
| -------------------------- | ---- | --------------- | -------- | -------- |
| 2 листопада/20 грудня 2015 |      |                 |          |          |
| Аль-Гуссейн                | 2:4  | Шабаб Аль-Ордон | 1:1      | 1:3      |
| 3 листопада/20 грудня 2015 |      |                 |          |          |
| Тат Рас                    | 2:6  | Аль-Джазіра     | 0:3      | 2:3      |
| Аль-Файсалі                | 4:0  | Куфрсум         | 1:0      | 3:0      |
| 4 листопада/20 грудня 2015 |      |                 |          |          |
| Аль-Туррах (2)             | 0:5  | Аль-Аглі        | 0:3      | 0:2      |

## 1/2 фіналу
| Команда 1        | Заг. | Команда 2       | 1-й матч | 2-й матч |
| ---------------- | ---- | --------------- | -------- | -------- |
| 2/15 квітня 2016 |      |                 |          |          |
| Аль-Аглі         | 1:0  | Аль-Файсалі     | 1:0      | 0:0      |
| Аль-Джазіра      | 0:1  | Шабаб Аль-Ордон | 0:1      | 0:0      |

## Фінал
| 6 травня 2016 16:00 (EEST) |

| Шабаб Аль-Ордон | 0:1      | Аль-Аглі   |
| --------------- | -------- | ---------- |
|                 | Протокол | Денніс 29' |

| Інтернаціональний стадіон, Амман |